# 中田淳一
中田 淳一（なかた じゅんいち、1908年（明治41年）1月25日 - 1970年（昭和45年）2月10日）は、日本の法学者。専門は民事手続法。学位は法学博士（京都大学・論文博士・1954年）。元日本民事訴訟法学会理事長。山田正三門下。弟子に鈴木正裕、谷口安平、中務俊昌、井上正三など。

## 略歴
- 1908年（明治41年）

1月 - 滋賀県高島郡に生まれる
- 1926年（大正15年）

3月 - 滋賀県立膳所中学校（旧制中学校）卒業
- 1929年（昭和4年）

3月 - 姫路高等学校 (旧制)（旧制高等学校）卒業
4月 - 京都帝国大学法学部入学
- 1931年（昭和6年）

11月 - 高等文官試験司法科試験合格
- 1932年（昭和7年）

3月 - 京都帝国大学法学部卒業
4月 - 京都帝国大学法学部助手
- 1933年（昭和8年）

8月 - 京都帝国大学法学部助手を辞職（滝川事件による）
9月 - 立命館大学法学部助教授
- 1934年（昭和9年）

3月 - 立命館大学法学部助教授を辞職
4月 - 京都帝国大学法学部助手
- 1935年（昭和10年）

4月 - 京都帝国大学法学部助教授
- 1943年（昭和18年）

9月 - 京都帝国大学法学部教授
- 1947年（昭和22年）

10月 - 京都大学法学部教授（大学の名称変更による）
- 1954年（昭和29年）

6月 - 法学博士（京都大学）（学位論文「訴訟及び仲裁の法理」）
- 1963年（昭和38年）

1月 - 京都大学法学部長（1964年12月まで）
- 1964年（昭和39年）

11月 - 日本民事訴訟法学会理事長（1969年まで）

### その他の職歴
- 法制審議会委員

## 著作

### 著書
- 『新憲法と司法』（有斐閣、1948年）
- 『訴訟及び仲裁の法理』（有信堂、1953年）
- 『民事訴訟法講義 上巻』（有信堂、1954年）
- 『破産法・和議法（法律学全集37）』（有斐閣、1959年）
- 『訴と判決の法理』（有斐閣、1972年）
- 『民事訴訟判例研究』（有斐閣、1972年）

### 編書
- （三ヶ月章らと共編）『ケースブック民事訴訟法』（有信堂、1961年）
- （三ヶ月章と共編）『民事訴訟法演習 第1・第2』（有斐閣、1963年・1964年）
- 『民事訴訟法概説 第1・第2』（有斐閣、1968年・1971年）
- 『民事訴訟法概説』（有斐閣、改訂版1988年・改訂2版1995年）

### 献呈論文集
- 中務俊昌編『民事訴訟の理論 : 中田淳一先生還暦記念 上・下』（有斐閣、1969年・1970年）

## 門下生
- 鈴木正裕 - 神戸大学名誉教授
- 谷口安平 - 京都大学名誉教授
- 中務俊昌 - 元京都大学教授
- 井上正三 - 元九州大学教授